# Scott Rice
Scott Adam Rice (Simi Valley, 21 settembre 1981) è un giocatore di baseball statunitense, lanciatore di rilievo nei Reno Aces della Minor League Baseball.

## Minor League
Rice fu selezionato al primo giro del draft amatoriale del 1999 come 44a scelta assoluta dai Baltimore Orioles. Nello stesso anno iniziò con i GCL Orioles 'rookie, chiudendo con una vittoria e 4 sconfitte, 10.38 di ERA e .338 alla battuta contro di lui in 9 partite di cui 6 da partente (17.1 inning). Nel 2000 chiuse con una vittoria e 6 sconfitte, 5.21 di ERA e .288 alla battuta contro di lui in 13 partite tutte da partente (57.0 inning).
Nel 2001 con i BlueField Blue Jays rookie finì con 4 vittorie e 3 sconfitte, 4.12 di ERA e .240 alla battuta contro di lui in 12 partite tutte da partente (63.1 inning). Nel 2002 giocò con due squadre finendo con una vittoria e 13 sconfitte, 4.86 di ERA, 4 salvezze e .294 alla battuta contro di lui in 29 partite di cui 13 da partente (96.1 inning).
Nel 2003 giocò con due squadre terminando con 5 vittorie e 4 sconfitte, 1.83 di ERA, 5 salvezze e .196 alla battuta contro di lui in 57 partite (78.2 inning). Nel 2004 con i Bowe Baysox AA finì con 6 vittorie e 5 sconfitte, 3.66 di ERA, una salvezza e .255 alla battuta contro di lui in 36 partite di cui 10 da titolare (96.0 inning).
Nel 2005 con i Baysox chiuse con 4 vittorie e una sconfitta, 3.27 di ERA, una salvezza su 5 opportunità e .253 alla battuta contro di lui in 57 partite (74.1 inning). Il 15 novembre divenne per la prima volta free agent. Il 1º dicembre 2005 firmò con l'organizzazione dei Baltimore Orioles. Nella stagione 2006 con gli Ottawa Lynx AAA finì con 3 vittorie e 4 sconfitte, 3.86 di ERA, una salvezza su una opportunità e .262 alla battuta contro di lui in 52 partite (65.1 inning). Il 15 ottobre divenne free agent.
Il 29 novembre 2006 firmò con i Texas Rangers. Nella stagione 2007 giocò con tre squadre finendo con nessuna vittoria o sconfitte, 0.00 di ERA e .200 alla battuta contro di lui in 8 partite (10.0 inning). Il 29 ottobre divenne free agent. Il 2 marzo 2008 firmò con i Los Angeles Dodgers, ma il 28 dello stesso mese venne svincolato. Il 20 maggio 2009 firmò con i San Diego Padres, giocando con i San Antonio Missions AA. Il 7 agosto venne svincolato chiudendo con una vittoria e 4 sconfitte, 7.36 di ERA, nessuna salvezza su 2 opportunità e .284 alla battuta contro di lui in 25 partite (29.1 inning).
Il 6 marzo 2010 firmò con l'organizzazione dei Colorado Rockies, nello stesso anno giocò con due squadre finendo con 2 vittorie e una sconfitta, .2.86 di ERA, 7 salvezze su 9 opportunità e .202 alla battuta contro di lui in 58 partite (69.1 inning). Il 6 novembre divenne free agent. Il 17 dello stesso mese firmò con i Chicago Cubs ma il 23 marzo 2011 venne svincolato. Il 7 giugno firmò nuovamente con i Los Angeles Dodgers. Con i Chattanooga Lookouts AA.  chiuse con 4 vittorie e 4 sconfitte, 1.95 di ERA, una salvezza su 3 opportunità e .223 alla battuta contro di lui in 34 partite (50.2 inning).
Nel 2012 con gli Albuquerque Isotopes AAA finì con 2 vittorie e 3 sconfitte, 4.40 di ERA, 9 salvezze su 12 opportunità e .256 alla battuta contro di lui in 54 partite (59.1 inning). Il 3 novembre divenne free agent.

## Major League

### New York Mets (2013-)
Il 16 novembre 2012 firmò come free agent per un anno con i New York Mets. Il 1º aprile 2013 debuttò nella MLB nella vittoria contro i San Diego Padres, giocando interamente il 9° inning totalizzando 2 strikeout con nessuna valida subita. Il 9 settembre venne inserito nella lista dei (60 giorni) a causa di un'ernia sportiva. Terminò la sua prima stagione con 4 vittorie e 5 sconfitte, 3.71 di ERA, nessuna salvezza su 2 opportunità e .235 alla battuta contro di lui in 73 partite (51.0 inning).

## Stili di lancio
Rice attualmente effettua 4 tipi di lanci:
- Prevalentemente una Sinker (90 miglia orarie di media), alternandola con una Slider (82 mph di media) e una Splitter (83 mph di media)
- Raramente una Fourseam fastball (90 mph di media).

## Premi
- Mid-Season All-Star della Texas League 2010)
- Mid-Season All-Star della Eastern League (2005).

## Numeri di maglia indossati
- 56 con i New York Mets (2013-).